# God & Guns
God & Guns è il tredicesimo album in studio del gruppo musicale southern rock statunitense Lynyrd Skynyrd, pubblicato nel 2009.

## Il disco
Il disco è stato registrato tra il 2008 e il 2009 in diverse città ossia Nashville (Tennessee), Fort Myers (Florida) e Franklin (Tennessee). 
Il singolo Still Unbroken è stato pubblicato nel luglio 2009, seguito da Simple Life, diffuso nell'agosto seguente.
Hughie Thomasson ha contribuito alla scrittura di molte tracce, prima della sua morte, avvenuta nel 2007. Il brano Still Unbroken è stato scritto dopo la morte del bassista Leon Wilkeson, avvenuta nel 2001.
Al disco ha partecipato anche il chitarrista John 5.
Si tratta inoltre dell'ultimo disco con il tastierista Billy Powell, deceduto nel gennaio 2009. 
Anche il bassista Ean Evans, che aveva sostituito Wilkeson, è morto nel 2009.

## Tracce
1. "Still Unbroken" (Rickey Medlocke, Gary Rossington, Hughie Thomasson, Johnny Van Zant) - 5:06
2. "Simple Life" (Medlocke, Rossington, Jeffrey Steele, J. Van Zant) - 3:17
3. "Little Thing Called You" (John Lowery, Medlocke, Rossington, J. Van Zant) - 3:58
4. "Southern Ways" (Lowery, Bob Marlette, Medlocke) - 3:48
5. "Skynyrd Nation" (Lowery, Marlette, Medlocke, J. Van Zant) - 3:52
6. "Unwrite that Song" (Medlocke, Tony Mullins, Rossington, Steele, J. Van Zant) - 3:50
7. "Floyd" (Lowery, Medlocke, Rossington, J. Van Zant) - 4:03
8. "That Ain't My America" (Medlocke, Rossington, J. Van Zant, Brad Warren, Brett Warren) - 3:44
9. "Comin' Back For More" (Blair Daly, Medlocke, Rossington, J. Van Zant) - 3:28
10. "God & Guns" (Mark Stephen Jones, Travis Meadows, Bud Tower) - 5:44
11. "Storm" (Lowery, Marlette, Medlocke, Rossington, J. Van Zant) - 3:15
12. "Gifted Hands" (Lowery, Marlette, Medlocke, Rossington, J. Van Zant) - 5:22

Special Edition Disc 2
1. "Bang Bang" (Trey Bruce, Medlocke, Rossington, J. Van Zant) - 3:10
2. "Raining In My Heartland" (Bruce, Medlocke, Rossington, J. Van Zant) - 3:54
3. "Hobo Kinda Man" (Bruce, Medlocke, Rossington, J. Van Zant) - 3:53
4. "Red, White, & Blue" (Live) (Donnie Van Zant, J. Van Zant, Brad Warren, Brett Warren) - 5:42
5. "Call Me the Breeze" (Live) (J.J. Cale) - 5:49
6. "Sweet Home Alabama" (Live) (Ed King, Rossington, Ronnie Van Zant) - 6:25

- Live Tracks Recorded 6/15/2007 at the Freedom Hall in Louisville, KY

## Formazione
- Johnny Van Zant – voce
- Gary Rossington – chitarra
- Rickey Medlocke – chitarre, cori
- Mark Matejka – chitarre, cori
- Ean Evans – basso, cori
- Robert Kearns – basso, cori
- Michael Cartellone – batteria
- Billy Powell – tastiera
- Peter Keys – tastiere

Collaboratori
- John 5 – chitarre
- Rob Zombie – voce in Floyd
- Michael Rhodes - basso
- Greg Morrow - batteria
- Perry Coleman - cori
- Jerry Douglas - dobro
- Bob Marlette - piano
- The Honkettes (Dale Krantz Rossington & Carol Chase) – cori